# Eugen Fleischmann
Eugen Fleischmann (* 13. Februar 1941 in Stuttgart; † 21. Dezember 2017) war ein deutscher Kommunalpolitiker (SPD) und von 1975 bis 1991 Oberbürgermeister von Balingen.
Er absolvierte eine Ausbildung bei der Allgemeinen Ortskrankenkasse und machte zwischen 1960 und 1963 auf einem Abendgymnasium sein Abitur. In Tübingen und Freiburg studierte Fleischmann Rechtswissenschaften. Während des Studiums in Tübingen wurde er Mitglied der Akademischen Verbindung Virtembergia. Er bestand sein erstes Staatsexamen 1967 und sein zweites Staatsexamen 1970.
Fleischmann wurde 1975 zum neuen Oberbürgermeister von Balingen gewählt. 1983 wurde er wiedergewählt. Bei der Oberbürgermeisterwahl am 24. Februar 1991 unterlag Fleischmann seinem Nachfolger Edmund Merkel. Anschließend arbeitete er als Anwalt in der Kanzlei von Horst Kiesecker; ab 2006 war er selbständig tätig.